# سد ساكاكيبارا-إيك
سد ساكاكيبارا-إيك (باليابانية: Sakakibaraike) هو سد ترابي يقع في محافظة ميه في اليابان. يستخدم السد للري. تبلغ مساحة مستجمعات المياه للسد 0.8 كيلومتر مربع، ويحجز السد حوالي 4 هكتار من الأرض عند امتلائه تخزين 152 ألف متر مكعب من المياه، وتم الانتهاء من بناء السد عام 1939.